# Alejandra Lazcano
Alejandra Ivanna Moreno Lazcano, conhecida como Alejandra Lazcano, é uma atriz mexicana nascida na Cidade do México em 31 de dezembro de 1984, mais conhecida por protagonizar a novela venezuelana Acorralada, interpretando Diana Soriano ao lado de David Zepeda. 

## Telenovelas
- Cielo rojo - Daniela Rentería
- Pobre diabla - Daniela Montenegro "La Diabla"
- Valeria - Valeria Hidalgo
- Acorrentada - Diana Soriano
- Corazón partido - Claudia
- Tormenta de pasiones - Isabel
- La hija del jardinero - Vanessa Sotomayor
- La duda - Graciela
- Como en el cine - Sofía Borja
- Catalina y Sebastián - Martina Mendonza
- Señora - Fabiola Blanca

## Programas de televisão
- La Virgen de Guadalupe (Teleserie)
- Lo que callamos las mujeres (Programas)
- Entre Pingos (Programa)
- Bucaneros (Programa)
- La hora de los Chavos (Programa)

## Cinema Filme
- Vida pessoal Fin de juego

## Teatro
- Las Leandras
- La Sirenita
- El club de los Cinco